# Edith Loza
Edith Josefa Loza Capote (* 5. Oktober 1978) ist eine ecuadorianische Badmintonspielerin kubanischer Herkunft.

## Karriere
Ihren bisher größten Erfolge feierte Edith Loza 2010, als sie bei den Südamerikaspielen Bronze im Damendoppel mit Denisse Mera erkämpfen konnte. Bei den Carebaco-Meisterschaften 1995 hatte sie ebenfalls schon Bronze gewonnen, als sie noch gemeinsam mit Yesenia León für Kuba gestartet war. Die Chile International 1999 konnten beide für sich entscheiden. Bei den Panamerikaspielen 1999 konnte sie mit José Pereda bis ins Achtelfinale des Mixeds vordringen. Zweimal Bronze und einmal Silber konnte sich Loza bei den Carebaco-Meisterschaften 1998 erkämpfen.